# Cuchnięcie wątrobowe
Cuchnięcie wątrobowe, odór wątrobowy, cuchnienie wątrobowe (łac. foetor hepaticus) – określenie woni wydobywającej się z ust osoby chorej na zaawansowaną niewydolność wątroby. 
Według różnych źródeł jest to zapach przypominający stęchliznę, mający słodkawy charakter – kojarzy się ze smrodem zepsutych jajek, ryb lub czosnku albo świeżo otwartych zwłok. 
Odór ten powodują merkaptany omijające wątrobę i przedostające się do krążenia układowego przez połączenia żyły głównej dolnej z układem żyły wrotnej. Przyczyną tego jest nadciśnienie wrotne.